# Chaim Topol
Chaim Topol (ebraică: חיים טופול; n. 9 septembrie 1935, Tel Aviv, Palestina sub mandat britanic – d. 8 martie 2023, Tel Aviv, Israel), numit adesea, simplu, Topol a fost un actor israelian de teatru și film.

## Filmografie
- 1963 El Dorado (El Dorado), regia  Menahem Golan
- 1971 Scripcarul pe acoperiș  (Fiddler on the Roof), regia Norman Jewison
- 1972 Urmărește-mă  (Follow Me!), regia Carol Reed
- 1975 Galileo, regia Joseph Losey
- 1980 Flash Gordon, regia Mike Hodges

## Premii și nominalizări
- Nominalizat la Premiul Oscar pentru cel mai bun actor pentru rolul din Scripcarul pe acoperiș (film) (Fiddler on the Roof, 1972)